# بردیویل (تنسی)
بردیویل (به انگلیسی: Bradyville) یک منطقهٔ مسکونی در ایالات متحده آمریکا است که در شهرستان کانن، تنسی واقع شده‌است. بردیویل ۲۳۰٫۱۳ متر بالاتر از سطح دریا واقع شده‌است.